# Maître de la haine
Le Maître de la haine (« Hate-Monger » en VO) est le nom de plusieurs super-vilains successifs évoluant dans l'univers Marvel de la maison d'édition Marvel Comics. Créé par le scénariste Stan Lee et le dessinateur Jack Kirby, le personnage de fiction apparaît pour la première fois dans le comic book Fantastic Four (vol. 1) #21 en décembre 1963.

## Biographie du personnage

### Origines
Le premier Maître de la haine est un androïde (clone) créé par le savant Arnim Zola comme cadeau pour le dictateur Adolf Hitler, qui le créa à partir de l'ADN du Führer.

## Pouvoirs et capacités
À l'image du « Nazi-X », le premier Maître de la Haine possédait une force, une endurance et une résistance surhumaines.
À l’origine, il utilisait le « rayon H » (« H-Ray », pour « Rayon de haine »), un rayon émis par une machine et capable de stimuler et d'amplifier les émotions (comme la peur et la colère) au sein de ses victimes.
- Après sa recréation par Crâne rouge avec l’aide du Cube cosmique, le Maître de la haine était doté de pouvoirs psychiques reproduisant les effets de son « rayon H » ; il provoquait ainsi les mêmes sentiments de haine et, en même temps, s’en nourrissait[1].
- Il est aussi capable de modifier son apparence pour séduire ses victimes[1].
- Au moins avant sa recréation — et peut-être après —, il pouvait transférer sa conscience dans un autre corps cloné lorsqu’il était en danger de mort, du moment qu'Arnim Zola lui ait préparé un nouveau corps cloné pour accueillir son esprit[1].

## Apparition dans d'autres médias

### Jeux vidéo
- Une version du Maître de la haine apparaît dans la seconde saison du jeu Marvel Avengers Alliance (en)[2].

## Accueil
Le personnage du Maître de la haine a été discuté par C. Richard King et David J. Leonard dans l'ouvrage Beyond Hate: White Power and Popular Culture.